# Zmeura de Aur 2015
A 36-a ediție a premiilor Zmeura de Aur a oferit premii filmelor considerate celor mai proaste și care au apărut în anul 2015. Nominalizările au fost dezvăluite la 13 ianuarie 2016. Ceremonia a avut loc la 27 februarie 2016 la ora 8:00 p.m. PST la Palace Theater din Los Angeles.

## Câștigători și nominalizări

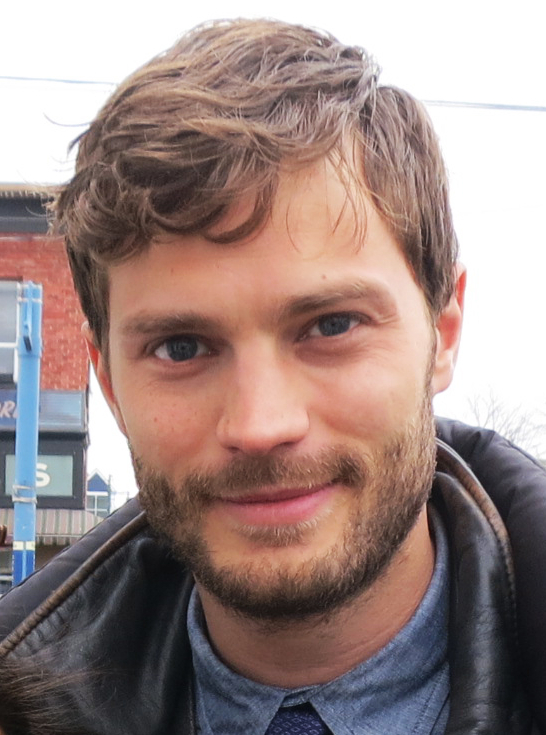
Jamie Dornan, Cel mai prost actor  şi Cel mai prost cuplu pe marele ecran.
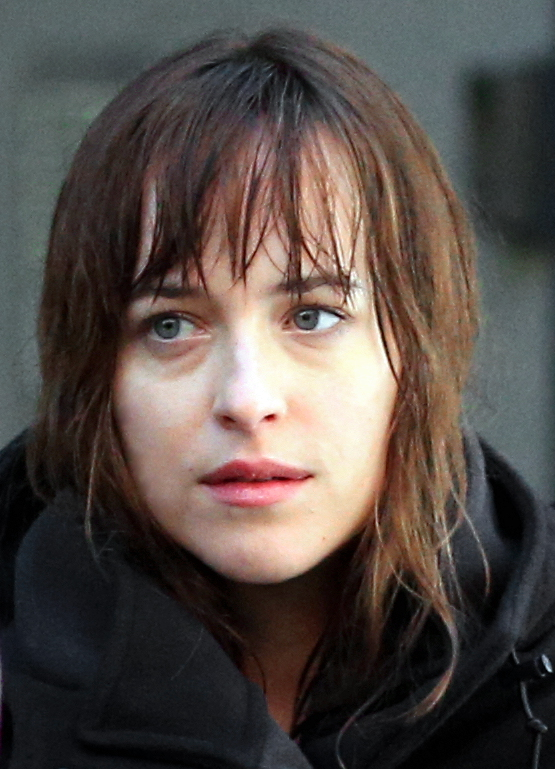
Dakota Johnson, Cea mai proastă actriță  şi Cel mai prost cuplu pe marele ecran.
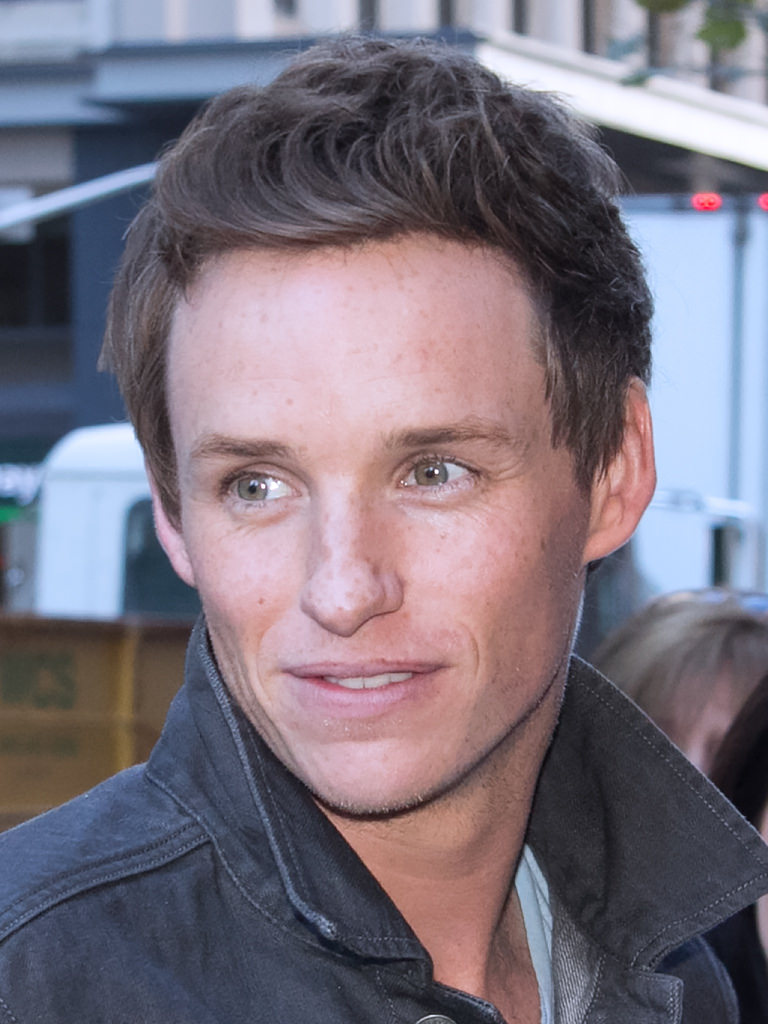
Eddie Redmayne, Cel mai prost actor în rol secundar.
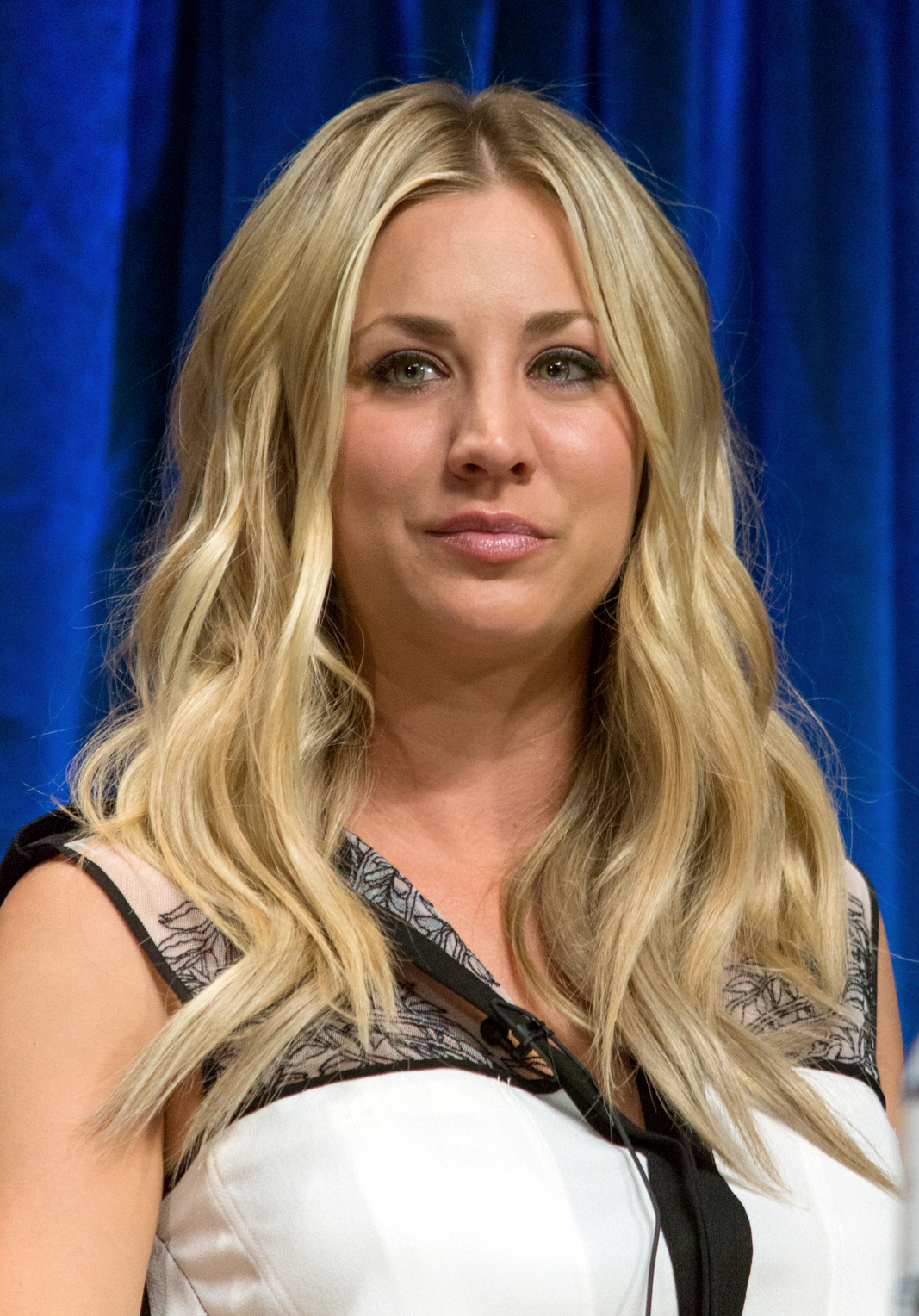
Kaley Cuoco, Cea mai proastă actriță  în rol secundar.
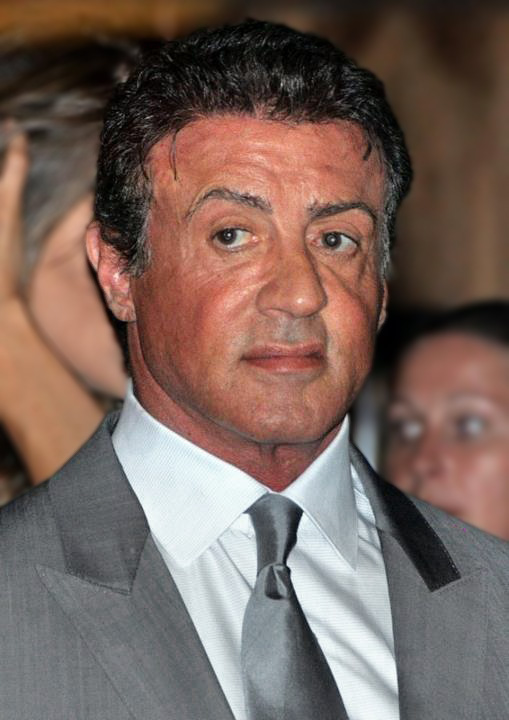
Sylvester Stallone, Razzie Redeemer Award winner.

### Premii și nominalizări
| Cel mai prost film - Fantastic Four (20th Century Fox) – Simon Kinberg, Matthew Vaughn, Hutch Parker, Robert Kulzer, Gregory Goodman - Fifty Shades of Grey (Universal/Focus Features) – Michael De Luca, Dana Brunetti, E. L. James - Jupiter Ascending (Warner Bros.) – Grant Hill, The Wachowskis - Paul Blart: Mall Cop 2 (Columbia) – Todd Garner, Kevin James, Adam Sandler - Pixels (Columbia) – Adam Sandler, Chris Columbus, Mark Radcliffe, Allen Covert | Cel mai prost regizor - Josh Trank – Fantastic Four - Andy Fickman – Paul Blart: Mall Cop 2 - Tom Six – The Human Centipede 3 (Final Sequence) - Sam Taylor-Johnson – Fifty Shades of Grey - The Wachowskis – Jupiter Ascending |
| Cel mai prost actor - Jamie Dornan – Fifty Shades of Grey ca Christian Grey - Johnny Depp – Mortdecai ca Charlie Mortdecai - Kevin James – Paul Blart: Mall Cop 2 ca Paul Blart - Adam Sandler – The Cobbler și Pixels ca Max Simkin și Sam Brenner - Channing Tatum – Jupiter Ascending ca Caine Wise | Cea mai proastă actriță - Dakota Johnson – Fifty Shades of Grey ca Anastasia Steele - Katherine Heigl – Home Sweet Hell ca Mona Champagne - Mila Kunis – Jupiter Ascending ca Jupiter Jones - Jennifer Lopez – The Boy Next Door ca Claire Peterson - Gwyneth Paltrow – Mortdecai ca Johanna Mortdecai |
| Cel mai prost actor într-un rol secundar - Eddie Redmayne – Jupiter Ascending ca Balem Abrasex - Chevy Chase – Hot Tub Time Machine 2 și Vacation ca Hot Tub Repairman și Clark Griswold - Josh Gad – Pixels și The Wedding Ringer ca Ludlow Lamonsoff și Doug Harris - Kevin James – Pixels ca President William Cooper - Jason Lee – Alvin and the Chipmunks: The Road Chip ca David "Dave" Seville                                                              | Cea mai proastă actriță într-un rol secundar - Kaley Cuoco – Alvin and the Chipmunks: The Road Chip (doar voce) și The Wedding Ringer ca Eleanor și Gretchen Palmer - Rooney Mara – Pan ca Tiger Lily - Michelle Monaghan – Pixels ca Lieutenant Colonel Violet van Patten - Julianne Moore – Seventh Son ca Mother Malkin - Amanda Seyfried – Love the Coopers și Pan ca Ruby și Mary |
| Cel mai prost cuplu pe marele ecran - Jamie Dornan și Dakota Johnson – Fifty Shades of Grey - All four "Fantastics" (Miles Teller, Michael B. Jordan, Kate Mara și Jamie Bell) – Fantastic Four - Johnny Depp și his glued-on moustache – Mortdecai - Kevin James și either his Segway or his glued-on moustache – Paul Blart: Mall Cop 2 - Adam Sandler și any pair of shoes – The Cobbler                                                                        | Cea mai proastă refacere sau continuare a unui film - Fantastic Four (20th Century Fox) – Simon Kinberg, Matthew Vaughn, Hutch Parker, Robert Kulzer, Gregory Goodman - Alvin and the Chipmunks: The Road Chip (20th Century Fox) – Janice Karman, Ross Bagdasarian - Hot Tub Time Machine 2 (Paramount/Metro-Goldwyn-Mayer) – Andrew Panay - The Human Centipede 3 (Final Sequence) (IFC Midnight) – Tom Six, Ilona Six - Paul Blart: Mall Cop 2 (Columbia) – Todd Garner, Kevin James, Adam Sandler |
| Cel mai prost scenariu - Fifty Shades of Grey – Kelly Marcel, from the novel by E. L. James - Fantastic Four – Jeremy Slater, Simon Kinberg și Josh Trank, personaje Marvel Comics create de Stan Lee și Jack Kirby - Jupiter Ascending – The Wachowskis - Paul Blart: Mall Cop 2 – Nick Bakay și Kevin James - Pixels – Tim Herlihy și Timothy Dowling, story: Tim Herlihy, from the short film by Patrick Jean                                                   | The Razzie Redeemer Award - Sylvester Stallone – From all-time Razzie champ to 2015 award contender for Creed - Elizabeth Banks – From Razzie “winning” director for Movie 43 to directing the 2015 hit film Pitch Perfect 2 - M. Night Shyamalan – From Perennial Razzie nominee and “winner” to directing the 2015 horror hit The Visit - Will Smith – For following up Razzie “wins” for After Earth to starring in Concussion                                                                     |

### Lista nominalizărilor
Următoarele 17 filme au avut mai multe nominalizări:
| Nr. nominalizări | Film                                   |
| ---------------- | -------------------------------------- |
| 6                | Fifty Shades of Grey                   |
| 6                | Jupiter Ascending                      |
| 6                | Paul Blart: Mall Cop 2                 |
| 6                | Pixels                                 |
| 5                | Fantastic Four                         |
| 3                | Mortdecai                              |
| 3                | Alvin and the Chipmunks: The Road Chip |
| 2                | The Cobbler                            |
| 2                | The Human Centipede 3 (Final Sequence) |
| 2                | Hot Tub Time Machine 2                 |
| 2                | The Wedding Ringer                     |
| 2                | Pan                                    |
| 1                | Home Sweet Hell                        |
| 1                | The Boy Next Door                      |
| 1                | Vacation                               |
| 1                | Seventh Son                            |
| 1                | Love the Coopers                       |

### Lista câștigătorilor
Următoarele 5 filme au câștigat mai multe premii:
| Nr. premii | Filme                                  |
| ---------- | -------------------------------------- |
| 5          | Fifty Shades of Grey                   |
| 3          | Fantastic Four                         |
| 1          | Jupiter Ascending                      |
| 1          | Alvin and the Chipmunks: The Road Chip |
| 1          | The Wedding Ringer                     |

### Performanțele la box office a filmelor nominalizate
Câștigător (cu text aldin)
| Film                                   | Buget        | Box office   | Net          | Rotten Tomatoes | Metacritic | Refs.                       |
| -------------------------------------- | ------------ | ------------ | ------------ | --------------- | ---------- | --------------------------- |
| Fifty Shades of Grey                   | $40,000,000  | $571,006,128 | $531,006,128 | 25% (4.1/10)    | 46/100     | [ 5 ] [ 6 ] [ 7 ]           |
| Pixels                                 | $88,000,000  | $243,606,898 | $155,606,898 | 17% (3.9/10)    | 27/100     | [ 8 ] [ 9 ] [ 10 ]          |
| Alvin and the Chipmunks: The Road Chip | $90,000,000  | $227,669,695 | $137,669,695 | 16% (3.5/10)    | 33/100     | [ 11 ] [ 12 ] [ 13 ] [ 14 ] |
| Paul Blart: Mall Cop 2                 | $30,000,000  | $107,588,225 | $77,588,225  | 5% (2.6/10)     | 13/100     | [ 15 ] [ 16 ] [ 17 ]        |
| Vacation                               | $31,000,000  | $104,884,188 | $73,884,188  | 27% (4.1/10)    | 34/100     | [ 18 ] [ 19 ] [ 20 ]        |
| The Wedding Ringer                     | $23,000,000  | $79,799,880  | $56,799,880  | 28% (4.4/10)    | 35/100     | [ 21 ] [ 22 ] [ 23 ]        |
| The Boy Next Door                      | $4,000,000   | $52,425,855  | $48,425,855  | 10% (3.3/10)    | 30/100     | [ 24 ] [ 25 ] [ 26 ]        |
| Fantastic Four                         | $120,000,000 | $167,977,596 | $47,977,596  | 9% (3.4/10)     | 27/100     | [ 27 ] [ 28 ] [ 29 ]        |
| Love the Coopers                       | $17,000,000  | $41,100,000  | $24,100,000  | 19% (3.9/10)    | 31/100     | [ 30 ] [ 31 ] [ 32 ]        |
| Seventh Son                            | $95,000,000  | $114,178,613 | $19,178,613  | 13% (3.8/10)    | 30/100     | [ 33 ] [ 34 ] [ 35 ]        |
| Jupiter Ascending                      | $176,000,000 | $183,987,723 | $7,987,723   | 26% (4.3/10)    | 40/100     | [ 36 ] [ 37 ] [ 38 ]        |
| Hot Tub Time Machine 2                 | $14,000,000  | $13,081,651  | $918,349     | 13% (3.8/10)    | 29/100     | [ 39 ] [ 40 ] [ 41 ]        |
| The Cobbler                            | $10,000,000  | $852,464     | $9,147,536   | 10% (3.1/10)    | 23/100     | [ 42 ] [ 43 ]               |
| Mortdecai                              | $60,000,000  | $47,275,695  | $13,275,695  | 13% (3.4/10)    | 27/100     | [ 44 ] [ 45 ] [ 46 ]        |
| Pan                                    | $150,000,000 | $128,388,320 | $21,388,320  | 27% (4.6/10)    | 36/100     | [ 47 ] [ 48 ] [ 49 ]        |
| Home Sweet Hell                        | N/A          | N/A          | N/A          | 5% (3.2/10)     | 22/100     | [ 50 ] [ 51 ] [ 52 ]        |
| The Human Centipede 3 (Final Sequence) | N/A          | $16,184      | N/A          | 19% (2.2/10)    | 5/100      | [ 53 ] [ 54 ] [ 55 ]        |